# Solveig Gulbrandsen
Solveig Ingersdatter Gulbrandsen (Oslo, 12 januari 1981) is een Noors voetbalster. Gulbrandsen maakte deel uit van de Noorse ploeg die onder leiding van bondscoach Per-Mathias Høgmo de gouden medaille won op de Olympische Spelen van 2000. Zij stopte in 2010 als international maar keerde in de aanloop naar het EK 2013 in Zweden terug in de nationale ploeg.
| Logo van de Olympische Spelen | Goud | Zilver | Brons | Logo van de Olympische Spelen |
|                               | 1    | 0      | 0     |                               |